# Steven Reineke
Steven Reineke (Tipp City, 1970) is een Amerikaans componist, dirigent en trompettist.

## Levensloop
Reineke speelde al in jonge jaren trompet. Op 15-jarige leeftijd deed hij autodidactische pianostudies. Hij studeerde aan de Miami University in Oxford (Ohio) onder andere trompet en compositie en behaalde aldaar zijn Bachelor of Music. Daarna werkte hij vanaf 1993 in Los Angeles bij Warner Bros. Pictures en maakte daar opnamen van zijn eigen werk.
In 1995 werd hij huiscomponist en arrangeur van het Cincinnati Pops Orchestra in Cincinnati. Sindsdien tred hij op als gastdirigent van vele orkesten in de Verenigde Staten en daarbuiten, bijvoorbeeld van het Los Angeles Philharmonic Orchestra, het Vermont Symphony Orchestra, het Indianapolis Symphony Orchestra, het Toronto Symphony Orchestra en het National Symphony of Taiwan in Taipei. Vanaf oktober 2009 is hij muzikale directeur van The New York Pops. Hij zal het orkest dirigeren bij de jaarlijkse concertserie in de Carnegie Hall en reizen door de Verenigde Staten. In de saison 2009/2010 is hij eveneens dirigent van de concerten met lichtere muziek van het Long Beach Symphony Orchestra en maakt zijn tweede saison met het Modesto Symphony Orchestra.
Als componist schrijft hij werken voor orkest en harmonieorkest, ook in combinaties met koren en vocaal-solisten.

## Composities

### Werken voor orkest
- 2005 Festival Te Deum, voor solisten, gemengd koor en orkest
- 2005 Swan’s Island Sojourn, voor orkest
- 2008 Sun Valley Festival Fanfare
- Casey at the Bat
- Celebration Fanfare
- Legend of Sleepy Hollow

### Werken voor harmonieorkest
- 1995 River of Life
- 1996 Swans Island Sojourn
- 1997 In the Temple of Zion
- 1998 Hopetown Holiday
- 1999 Into the Raging River
- 2000 Sedona
- 2001 Fate of the Gods
- 2001 Rise of the Firebird
- 2002 Main Street Celebration
- 2002 Pilatus: Mountain of Dragons[1]
- 2002 Portrait of Freedom
- 2003 Where Eagles Soar
- 2004 Defying Gravity
- 2004 Heaven's Light
- 2005 The Witch and the Saint naar het boek van Ulrike Schweigert "Die Hexe und die Heilige"[2]
- 2006 Goddess of Fire
- 2007 Merry Christmas, Everyone! - A Christmas Sing-along, voor gemengd koor en harmonieorkest
- 2007 Symphony nr. 1 "New Day Rising", voor harmonieorkest
  1. City of Gold[3]
  2. Nocturne[4]
  3. And the Earth Trembled[5]
  4. New Day Rising[6]
- 2007 Towards a New Horizon
- 2008 Celebration Fanfare